# Jean IV. (Armagnac)
Jean IV. d’Armagnac (* 15. Oktober 1396 in Rodez; † 5. November 1450 in l’Isle-Jourdain) war ab 1418 Graf von Armagnac, Fézensac und Rodez. Er ist der Sohn des Connétable Bernard VII. d’Armagnac und seiner Ehefrau Bonne de Berry, und der Bruder von Bernard d’Armagnac, Graf von Pardiac und La Marche, sowie Herzog von Nemours.

## Biographie
Sein Vater hatte das Comminges nach dem Tod seines Bruders Jean III. mit Gewalt an sich gerissen, aber Jean IV. konnte 1419 die Wiederverheiratung der Schwägerin und Erbin Marguerite de Comminges, jetzt mit Mathieu de Foix, nicht verhindern, so dass das Gebiet ihm endgültig verloren ging.
1425 huldigte er für das Armagnac dem König von Kastilien. Der König von Frankreich, der mit seinem Kampf gegen die Engländer befasst war, konnte nicht intervenieren, vergaß aber den Affront auch nicht. Wenig später verabredete Jean IV. die Ehe seiner Tochter Isabelle mit König Heinrich VI. von England, zog die Absprache aber nach Drohungen des französischen Königs wieder zurück. 1440 nahm er an der Praguerie teil, der Verschwörung des Adels unter Teilnahme des Dauphins, des späteren Königs Ludwig XI., die von König Karl VII. nach seinem Sieg mit einem Pardon für die Aufständischen endete. Als Jean sich aber weiterhin nicht vollständig unterwerfen wollte, setzt Karl VII. den Dauphin gegen seinen ehemaligen Verbündeten in Marsch. Jean IV. wurde in L‘Isle-Jourdain belagert, gefangen genommen und 1443 in Carcassonne eingekerkert und drei Jahre lang festgehalten. Seine Grafschaften wurden jetzt von königlichen Beamten verwaltet, woran sich auch nach seiner Freilassung und bis zu seinem Tod nichts änderte.

## Nachkommen
Am 16. Juni 1407 hatte Jean IV. in Nantes Blanche de Bretagne (* 1395; † 1419) geheiratet, eine Tochter von Herzog Johann V. und Jeanne d’Évreux. Aus dieser Ehe hatte er eine Tochter, Bonne (* 1416, † vor 1448). In zweiter Ehe heiratete er am 10. Mai 1419 Isabella von Navarra, (* 1395; † 1450), Tochter von König Karl III. und Eleonore von Kastilien. Kinder aus dieser Ehe waren:
- Marie (* 1420; † 1473), ⚭ 1437 Jean II. (* 1409; † 1476), Herzog von Alençon.
- Jean V. (* 1420; † 1473), Vicomte de Lomagne, dann Comte d’Armagnac, de Fézensac et de Rodez.
- Éléonore (* 1423; † 1456), ⚭ 1446 Louis de Chalon (1389 † 1463), Prince d’Orange, Seigneur d’Arlay et d’Arguel.
- Charles I. (* 1425; † 1497), Vicomte de Fézensaguet, dann Comte d’Armagnac, de Fézensac et de Rodez.
- Isabelle (* 1430 † 1476), Dame des Quatre-Vallées.